# Bang Gang (groupe)
Pour les articles homonymes, voir Bang Gang.
Ne doit pas être confondu avec Gang bang.
Bang Gang est un groupe islandais, aux influences trip hop et electro, originaire de Reykjavik. La formation sort son premier album, You, en 1998. Le deuxième album du groupe, Something Wrong, suit en 2003 et leur acclamé Ghosts from the Past est publié sur Discograph en 2008. Leur dernier album, The Wolves Are Whispering, est décrit par les journalistes comme de la pop fantôme atmosphérique, et possède un son unique.
Le groupe est reconnu pour son mélange de songwriting, de musique électronique et d'atmosphères glaciales. Le groupe a fait le tour du monde en jouant dans des festivals comme l'Iceland Airwaves, le festival de Cannes, Novosonic, For Noise, Montreux Jazz Festival, CMJ et SXSW et un certain nombre de concerts indépendants dans des lieux tels que la Salle Pleyel, le Gramercy Theater, le Getty Center et d'autres à travers l'Europe et l'Amérique du Nord.

## Histoire

### Débuts etYou(1998–2002)
Bang Gang est formé au milieu des années 1990 par Barði Jóhannsson et Henrik Baldvin Björnsson. Bien que Barði ait travaillé avec un certain nombre de chanteurs et de musiciens, il reste le seul membre constant. Le groupe était initialement un groupe de surf music, mais a évolué au fil du temps vers la pop mélodique.
Après le départ de Henrik Baldvin Björnsson de Bang Gang, Barði et Esther Talia Casey continuent de travailler ensemble sous le nom de Bang Gang. Leur première chanson est utilisée pour la bande originale du film islandais Blossi 810551. Leur deuxième chanson, Sleep, est enregistrée pour une compilation publiée par Sproti Records et utilisée dans une publicité pour Citroën. Le single Sleep sorti en 1998 et est accompagné d'une vidéo du réalisateur Ragnar Bragason. Il est suivi d'un autre single et d'une vidéo pour la chanson So Alone. Leur premier album, You, sort en 1998 en Islande. Le groupe signe un contrat avec East-West France, qui sortira You en 2000. La reprise en français comportait des remixes du musicien français Kid Loco.

### Something Wrong(2003–2007)
Something Wrong est la suite de l'album You sorti en 2000. L'album sort en 2003 pour faire suite à l'EP sans titre de 2002. Il présente le mélange caractéristique de Bang Gang de compositions atmosphériques et de musique électronique obsédante et comprend des performances vocales de Nicolette, Phoebe Tolmer, Esther, GusGus, le chanteur Daniel Agust Haraldsson et la collaboratrice de longue date Keren Ann.
Diverses chansons de Something Wrong sont utilisées pour la télévision, le cinéma et d'autres médias. Par exemple, la chanson Follow est utilisée dans l'émission télévisée Newport Beach (The O.C.) diffusé sur la chaîne Fox ; Inside est utilisée pour une publicité pour Emporio Armani, dans le film Cashback et dans la bande-annonce du film Eyes of War (Triage) ; et Find What You Get est utilisée dans des publicités pour la voiture Lancia Musa. Un lip du single Stop in the Name of Love est d'ailleurs publié.

### Ghosts from the Past(2008–2014)
Ghosts from the Past est le troisième album de Bang Gang. L'album est composé des chanteurs et co-auteurs Keren Ann et Anthony Gonzales (M83). L'album contient les singles pop rock I Know You Sleep, Don't Feel Ashamed et inclut une chanteuse d'opéra sur la chanson titre. La chanson Lost in Wonderland est utilisée pour la bande-annonce de la saison des Oscars à Sky Movies.

### The Wolves are Whispering(depuis 2015)
The Wolves are Whispering est le quatrième album studio de Bang Gang. Le disque comprend des auteurs et chanteurs invités Keren Ann, Helen Marnie (Ladytron), Bloodgroup et Jófríður Ákadóttir (Samaris, Pascal Pinon).

## Membres
- Barði Jóhannsson, leader
- Henrik Baldvin Björnsson, l'un des fondateurs : a quitté Bang Gang pour former son propre groupe
- Esther Talia Casey, collaboratrice de Barði Jóhannsson : s'est éloignée du groupe pour poursuivre ses études d'arts dramatiques
- Védís Hervör Árnadóttir
- Sara Guðmundsdóttir

## Discographie
- 1998 : You (réédité en 2000 en version française)
- 2003 : Something Wrong
- 2003 : Lady and Bird, en collaboration avec Keren Ann
- 2008 : Ghosts from the Past
- 2015 : The Wolves are Whispering